# Heeze vasútállomás
Heeze vasútállomás vasútállomás Hollandiában, Heeze-Leende községben, Heeze településen.

## Vasútvonalak
Az állomást az alábbi vasútvonalak érintik:
- Eindhoven–Weert-vasútvonal

## Kapcsolódó állomások
A vasútállomáshoz az alábbi állomások vannak a legközelebb:
- Geldrop vasútállomás (északnyugat)
- Maarheeze vasútállomás (délkelet)